# P/2011 A2 (Scotti)
P/2011 A2 (Scotti) — одна з короткоперіодичних комет типу комети Енке. Комета була відкрита 11 січня 2011 року, коли мала 20.2m.